# Fairbanks
Fairbanks és una població dels Estats Units a l'estat d'Alaska. Segons el cens del 2008 tenia 35.132 habitants.

## Demografia
Segons el cens del 2000, Fairbanks tenia 30.224 habitants, 11.075 habitatges, i 7.187 famílies La densitat de població era de 366,3 habitants/km².
Dels 11.075 habitatges en un 39,9% hi vivien nens de menys de 18 anys, en un 47,2% hi vivien parelles casades, en un 12,6% dones solteres, i en un 35,1% no eren unitats familiars. En el 27,4% dels habitatges hi vivien persones soles el 6% de les quals corresponia a persones de 65 anys o més que vivien soles. El nombre mitjà de persones vivint en cada habitatge era de 2,56 i el nombre mitjà de persones que vivien en cada família era de 3,15.
Per edats la població es repartia de la següent manera: un 29,4% tenia menys de 18 anys, un 14,7% entre 18 i 24, un 32,8% entre 25 i 44, un 16,4% de 45 a 60 i un 6,6% 65 anys o més.
L'edat mitjana era de 28 anys. Per cada 100 dones hi havia 105,3 homes. Per cada 100 dones de 18 o més anys hi havia 108,2 homes.
La renda mitjana per habitatge era de 40.577 $ i la renda mitjana per família de 46.785 $. Els homes tenien una renda mitjana de 30.539 $ mentre que les dones 26.577 $. La renda per capita de la població era de 19.814 $. Aproximadament el 7,4% de les famílies i el 10,5% de la població estaven per sota del llindar de pobresa.

## Poblacions més properes
El següent diagrama mostra les poblacions més properes.